# Glindranåsen
Glindranåsen är ett naturreservat i Katrineholms kommun i Södermanlands län.
Området är naturskyddat sedan 1956 och är 25 hektar stort. Reservatet omfattar en längre sträcka av rullstensås till del söder om sjön Viggaren och barrblandskogen därpå. Sörmlandsleden passerar genom naturreservatet.